# Tríptic de Moreel (Memling)
El Tríptic de Moreel és un tríptic pintat a l'oli sobre taula del pintor primitiu flamenc d'origen alemany Hans Memling, que va treballar a Bruges a la segona meitat del segle xv. Es troba al Groeningemuseum de Bruges, el mateix lloc per al qual fou creat per l'autor.
Va ser un encàrrec del polític Willem Moreel i la seva dona Barbara van Vlaenderberch per a l'església de sant Jaume de Bruges on tenien previst ser enterrats. A la taula central hi ha uns personatges estàtics en un entorn irreal pintat amb realisme. La figura central és sant Cristòfor invocat com a protector contra la mort sobtada. A l'esquerra de la imatge està sant Maure amb bàcul i un llibre obert. A la dreta hi ha sant Gil, un eremita benedictí que es presenta amb els seus atributs, una fletxa i una daina. Aquests dos sants estan relacionats etimològicament amb els cognoms dels comitents. El fons de la taula central és un lluminós paisatge que s'estén a les dues ales on apareixen els comitents amb la seva família en actitud orant. L'ala esquerra està presidida pel comitent amb els seus cinc fills homes i el seu patró sant Guillem. L'ala dreta presenta l'esposa amb les seves deu filles sota la protecció de santa Bàrbara, patrona de la donant. La part exterior de les ales tenen una representació en grisalla de sant Joan i sant Jordi, el nom de dos dels fills de la família.